# Сардоникс
Сардоникс је варијетет калцедона са пругама које су беле и мркоцрвене. Блиски варијетет је оникс. „Sardo“ је реч из грчког језика и значи црвенкасто браон. 

## Историјат
Римски војници су носили талисмане сачињене од сардоникса, на којима су били угравирани хероји као што су Херкул и Марс. Веровали су да ће им такви талисмани дати храброст какву су имали поменути јунаци у римској митологији. Током ренесансе се веровало да сардоникс ономе ко га носи доноси елоквентност, па су га зато веома ценили јавни говорници.
Један од најпознатијих сардоникса је красио златни прстен краљице Елизабете Прве од Енглеске. Овај прстен је краљица поклонила Ерлу од Есекса као залог пријатељства уз обећање да уколико га он икад пошаље краљици, она ће му притећи у помоћ. Када се Ерл нашао у затвору због издаје, покушао је да пошаље прстен. Међутим, Леди од Нотингема, чији је муж био Есексов непријатељ, је успела пре краљице да се докопа прстена и задржала га је. Мислећи да Ерл не жели да затражи помоћ јер неће да моли за милост, краљица је одобрила његово погубљење на гиљотини. Краљица је ипак сазнала истину, када јој се Леди од Нотингема исповедила на самртној постељи.

## Састав
У сардониксу се налазе танки слојеви кварца, који су наслагани један на другом, што камену даје тракаст изглед. Слојеви могу бити провидни, али варирају до сасвим тамних, а варирају и боје; од беле и сивкасте до бројних других нијанси.

## Употреба
Камеје и интаљо често су резани од сардоникса. Ово је лако доступан и јефтин полудраги камен, тако да су могли да га приуште и они који су сиромашнији, па је зато некада био веома омиљен.

## Веровања
Разне псеудонауке, попут астрологије приписују сардониксу чудотворна и лековита дејства. Рецимо, сматран је за лек против змијског и других отрова, а и симболом брачне среће. Понегде се поклања за седму годишњицу брака.